# ألبرشت شميت
ألبرشت شميت (بالدنماركية: Albrecht Schmidt) هو ممثل دانمركي، ولد في 9 أبريل 1870 بكوبنهاغن في الدنمارك، وتوفي في 5 مارس 1945.

## وصلات خارجية
- ألبرشت شميت على موقع IMDb (الإنجليزية)
- ألبرشت شميت على موقع قاعدة بيانات الأفلام السويدية (السويدية)
- ألبرشت شميت على موقع قاعدة بيانات الفيلم (الإنجليزية)
- ألبرشت شميت على موقع كينوبويسك (الروسية)